# Bataille de fort Fizzle
Guerre de Sécession
Batailles
La « bataille de fort Fizzle » (aussi appelée les émeutes de la conscription du comté de Holmes et  rébellion du comté de Holmes) est une escarmouche qui s'est déroulée le 17 juin 1863 au cours de la guerre de Sécession dans le village de Glenmont (alors connu sous le nom de Napoleon) dans le comté de Holmes, en Ohio, entre les troupes de l'Union et des réfractaires à la conscription opposés à la loi sur la conscription de 1863.

## Contexte

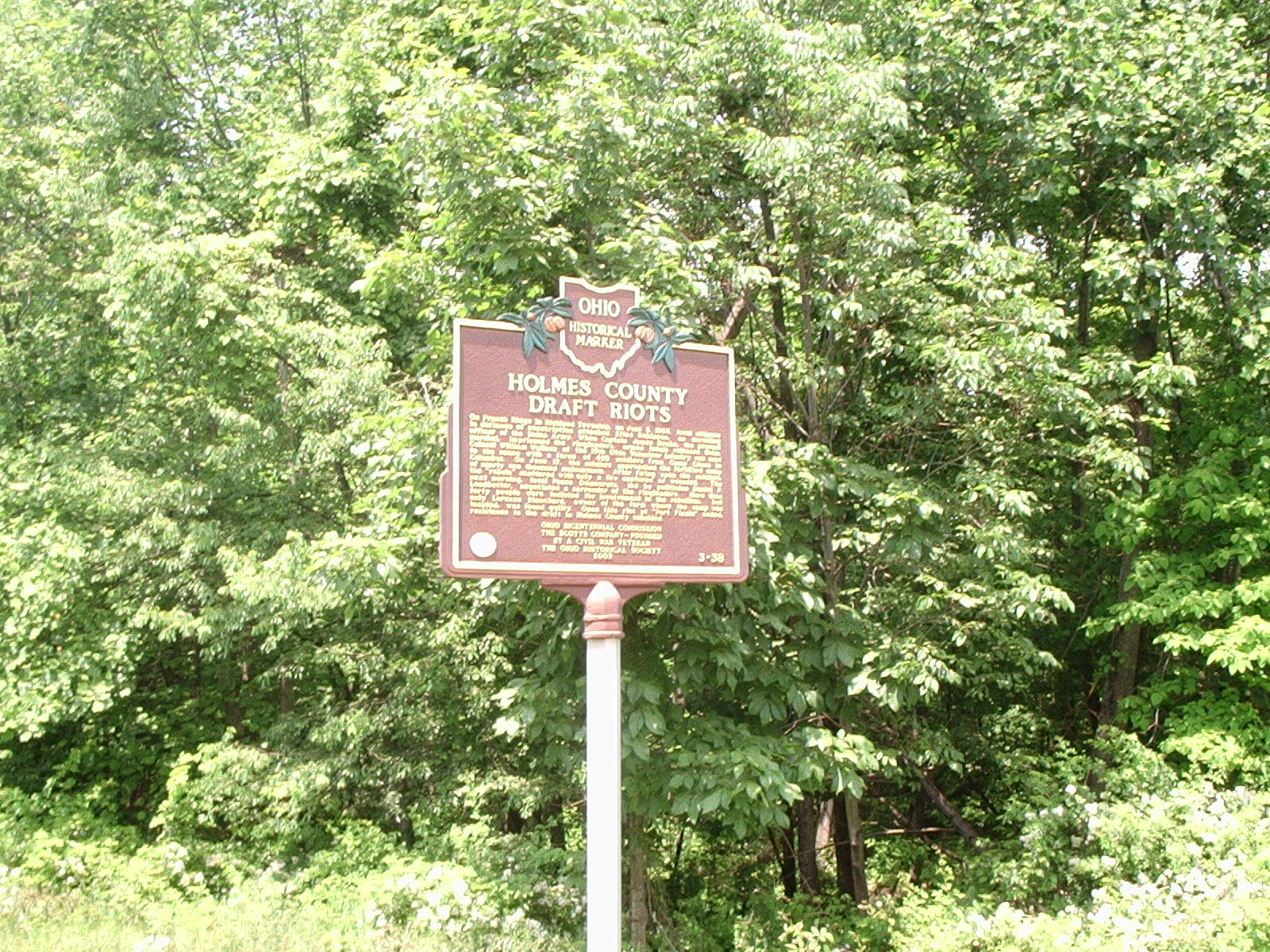
Marqueur historique

Adoptée par le congrès le 13 mars 1863, la loi sur la conscription autorise le président Abraham Lincoln à enrôler les hommes pour le service militaire dans les États qui n'ont pas atteint leurs quotas de volontaires. 
Le 5 juin 1863, alors qu'un officier fédéral vient voir comment se déroule la conscription dans la ville de Napoleon, un homme lui jette une pierre à la tête et un second tire en l'air. Peu après, un capitaine de l'Union, ancien marshall des États-Unis, arrive avec six hommes pour procéder à l'arrestation de l'homme qui a jeté la pierre. Mais, une foule les repousse hors de la ville.

## Événements
Lorsque les officiers fédéraux tentent de faire respecter la loi dans le comté de Holmes en juin, environ 900 à 1 000 habitants construisent un fort de fortune, équipé de quatre pièces d'artillerie, pour empêcher l'application de la loi. Le gouverneur de l'Ohio David Tod envoie à une force de près de 420 hommes de l'Union, y compris le 3rd Ohio Infantry, afin de disperser les réfractaires.
Le fort est une maison de pierre dans une ferme. Les insurgents baptisent le fort du nom du membre du congrès copperhead Vallandigham. À l'approche des troupes fédérales, ils tirent une salve sur eux, sans faire de blessé. Les troupes fédérales tirent en réponse une salve sans toucher quelqu'un. Un officier faire mettre les baïonnettes et charger. Les émeutiers se dispersent alors.
L'endroit reçoit le nom de « fort Fizzle » parce que la rébellion a « fait long feu ». L'épisode se termine quand les quatre derniers réfractaires qui ont attaqué un officier fédéral de conscription se rendent.
Certains rapports disent que la bataille n'a duré qu'un minute, peut-être cinq au plus, et deux réfractaires sont blessés.

## Conséquences
Quarante-trois hommes de la région de Napoleon sont mis en examen pour agression contre un officier et entrave à l'exécution de la loi (loi de 1863 sur la conscription militaire des États-Unis). Les hommes armés impliqués dans le sauvetage de prisonnier sont mis en accusation pour trahison. Trente-sept autres hommes sont inculpés pour leur participation à des activités dans d'autres parties de la région du comté de Holmes, et dans les environs des comtés de Knox et de Coshocton.
Sur les 80 hommes impliqués dans ces activités, les cas de deux hommes aboutissent à un procès. Un seul homme, Laurent Blanchat (aussi connu comme Blanchard) est jugé coupable. Condamné à six mois de dur labeur au pénitencier de l'Ohio, Blanchat est gracié par le président Lincoln avant la fin de la sentence. Les poursuites de tous les autres cas sont finalement abandonnées.

## Fort Fizzle, Ohio
En 2009, l'emplacement historique de fort Fizzle devient une ville désignée du recensement avec le même code postal que Glenmont, en Ohio.